# Музыкальные инструменты народов СССР (серия марок)
«Музыка́льные инструме́нты наро́дов СССР» — ветвящаяся наследственная многолетняя тематическая серия почтовых марок СССР, Таджикистана и Туркменистана с изображениями музыкальных инструментов советских социалистических республик, которая выпускалась в 1989—1992 годах (с 20 сентября 1989 года по 12 ноября 1992 года).
Схематически структуру этой наследственной серии можно изобразить так:
(СССР) → (Таджикистан + Туркменистан).
Здесь 16 марок, это 4-летняя серия, отношение размера серии к её длительности 4. Первый номер серии ЦФА 6113, дата выпуска марки с первым номером серии 1989-09-20.
1. Первые 11 марок серии были выпущены в СССР в 1989—1991 годах и составляют многолетнюю тематическую подсерию почтовых марок СССР.
Все шесть задействованных каталогов:
- русский каталог с нумерацией ЦФА (ЦФА)[1];
- русский каталог «Стандарт-Коллекция» (SC)[2];
- американский каталог Скотт (Scott)[3];
- немецкий каталог Михель (Michel)[4];
- английский каталог Стэнли Гиббонс (SG)[5];
- французский каталог Ивер и Телье (Yvert)[6], —

показали одинаковый состав подсерии СССР. Это многолетняя фиксированная подсерия.
В подсерии СССР 11 марок, это 3-летняя подсерия, отношение размера подсерии к её длительности 3,7. Первый номер подсерии ЦФА 6113, дата выпуска марки с первым номером подсерии 1989-09-20.
2. Последние пять марок серии были выпущены в Таджикистане и Туркменистане в 1992 году. Четыре почтовые марки Таджикистана образуют однолетнюю тематическую подсерию. Все четыре задействованных каталога:
- американский каталог Скотт (Scott)[7];
- немецкий каталог Михель (Michel)[8];
- английский каталог Стэнли Гиббонс (SG)[9];
- французский каталог Ивер и Телье (Yvert)[10], —

показали одинаковый состав этой подсерии. Это однолетняя фиксированная подсерия.
3. Существование одиночной марки Туркменистана подтверждено четырьмя каталогами:
- американский каталог Скотт (Scott)[11];
- немецкий каталог Михель (Michel)[12];
- английский каталог Стэнли Гиббонс (SG)[13];
- французский каталог Ивер и Телье (Yvert)[14].

| Музыкальные инструменты народов СССР (1989—1991) | Музыкальные инструменты народов СССР (1989—1991) | Музыкальные инструменты народов СССР (1989—1991) | Музыкальные инструменты народов СССР (1989—1991) | Музыкальные инструменты народов СССР (1989—1991) | Музыкальные инструменты народов СССР (1989—1991) | Музыкальные инструменты народов СССР (1989—1991) | Музыкальные инструменты народов СССР (1989—1991) | Музыкальные инструменты народов СССР (1989—1991) | Музыкальные инструменты народов СССР (1989—1991) | Музыкальные инструменты народов СССР (1989—1991) |
| №                                                | Дата                                             | ЦФА                                              | SC                                               | Scott                                            | Michel                                           | SG                                               | Yvert                                            | Ном.                                             | Кр.опис‑е                                        | Изобр-е                                          |
| Марки СССР                                       | Марки СССР                                       | Марки СССР                                       | Марки СССР                                       | Марки СССР                                       | Марки СССР                                       | Марки СССР                                       | Марки СССР                                       | Марки СССР                                       | Марки СССР                                       | Марки СССР                                       |
| ------------------------------------------------ | ------------------------------------------------ | ------------------------------------------------ | ------------------------------------------------ | ------------------------------------------------ | ------------------------------------------------ | ------------------------------------------------ | ------------------------------------------------ | ------------------------------------------------ | ------------------------------------------------ | ------------------------------------------------ |
| 1                                                | 1989-09-20                                       | 6113                                             | 6046                                             | 5818                                             | 5994                                             | 6040                                             | 5671                                             | 10к                                              | Русские инструменты                              |                                                  |
| 2                                                | 1989-09-20                                       | 6114                                             | 6047                                             | 5820                                             | 5995                                             | 6041                                             | 5669                                             | 10к                                              | Украинские инструменты                           |                                                  |
| 3                                                | 1989-09-20                                       | 6115                                             | 6048                                             | 5819                                             | 5996                                             | 6042                                             | 5672                                             | 10к                                              | Белорусские инструменты                          |                                                  |
| 4                                                | 1989-09-20                                       | 6116                                             | 6049                                             | 5821                                             | 5997                                             | 6043                                             | 5670                                             | 10к                                              | Узбекские инструменты                            |                                                  |
| 5                                                | 1990-09-20                                       | 6247                                             | 6182                                             | 5929                                             | 6128                                             | 6185                                             | 5787                                             | 10к                                              | Казахские инструменты                            |                                                  |
| 6                                                | 1990-09-20                                       | 6248                                             | 6183                                             | 5930                                             | 6126                                             | 6184                                             | 5788                                             | 10к                                              | Грузинские инструменты                           |                                                  |
| 7                                                | 1990-09-20                                       | 6249                                             | 6184                                             | 5931                                             | 6127                                             | 6183                                             | 5789                                             | 10к                                              | Азербайджанские инструменты                      |                                                  |
| 8                                                | 1990-09-20                                       | 6250                                             | 6185                                             | 5932                                             | 6129                                             | 6186                                             | 5790                                             | 10к                                              | Литовские инструменты                            |                                                  |
| 9                                                | 1991-11-19                                       | 6372                                             | 6307                                             | 6047                                             | 6249                                             | 6305                                             | 5908                                             | 10к                                              | Молдавские инструменты                           |                                                  |
| 10                                               | 1991-11-19                                       | 6373                                             | 6308                                             | 6048                                             | 6250                                             | 6304                                             | 5909                                             | 10к                                              | Латвийские инструменты                           |                                                  |
| 11                                               | 1991-11-19                                       | 6374                                             | 6309                                             | 6049                                             | 6251                                             | 6303                                             | 5907                                             | 10к                                              | Киргизские инструменты                           |                                                  |
| Марки Таджикистана и Туркменистана               |                                                  |                                                  |                                                  |                                                  |                                                  |                                                  |                                                  |                                                  |                                                  |                                                  |
| 12                                               | 1992-08-15                                       | —                                                | —                                                | 3                                                | 3                                                | 3                                                | 3                                                | 0,35р                                            | Таджикские инструменты                           |                                                  |
| 13                                               | 1992-09-13                                       | —                                                | —                                                | 28                                               | 10                                               | 11                                               | 7                                                | 0,35р                                            | Туркменские инструменты                          |                                                  |
| 14                                               | 1992-11-12                                       | —                                                | —                                                | 5                                                | 7a                                               | 7                                                | 9                                                | 15р                                              | Таджикские инструменты                           |                                                  |
| 15                                               | 1992-11-12                                       | —                                                | —                                                | 6                                                | 7b                                               | 7                                                | 10                                               | 15р                                              | Таджикские инструменты                           |                                                  |
| 16                                               | 1992-11-12                                       | —                                                | —                                                | 7                                                | 8                                                | 8                                                | 11                                               | 50р                                              | Таджикские инструменты                           |                                                  |